# Н’Диайе, Лассана
Лассана́ Н’Диайе (фр. Lassana N'Diaye; род. 3 октября 2000, Бамако) — малийский футболист, нападающий катарского клуба «Аль-Месаймир».

## Карьера
Первым клубом Лассаны был «Гуидарс» из родного города. Во взрослой команде начал играть в возрасте 15 лет. Летом 2018 года футболистом интересовался ряд европейских клубов, он даже был на просмотре в швейцарском «Цюрихе», однако в итоге контракт подписан не был.
В октябре 2018 года футболиста подписал московский ЦСКА.

### Период аренд

#### Аренда в «Эскильстуну», «Велес» и «Текстильщик»
11 августа 2020 года Лассана перебрался в шведскую «Эскильстуну» на правах аренды. За команду он провёл 6 матчей и не отметился результативными действиями.
25 февраля 2021 года присоединился к московскому «Велесу» на правах аренды. Провёл за команду 8 матчей и забил 2 гола. 7 сентября был отдан в аренду в «Текстильщик» из Иваново. Через три дня дебютировал за красно-черных, выйдя на замену на 73-й минуте в матче против клуба «Олимп-Долгопрудный» (3:1). Малиец стал вторым легионером из дальнего зарубежья в истории ивановской команды (первым в 2007 годы был гамбиец Абду Джамме).

#### Аренда в «Арду»
3 февраля 2022 года ЦСКА официально прервал контракт аренды и отправил его в болгарскую «Арду». Болгарский клуб не смог внести футболиста в заявку на матчи сезона 2021/22, из-за чего Лассана так и не дебютировал за новую команду.
8 июля 2022 года «Арда» вновь арендовала игрока, но теперь до конца сезона 2022/23. Перед уходом в аренду продлил контракт с ЦСКА до окончания сезона 2023/24. 10 июля 2022 года в матче Первой лиги против ЦСКА (Софии) (0:3), выйдя на замену, дебютировал за болгарский клуб. 18 июля в матче Первой лиги против «Берое» (1:0) забил дебютный гол за «Арду». 17 февраля 2023 года матче 20-го тура Первой лиги против «Локомотива» (Пловдив) (5:0) оформил дубль.
Летом 2023 года по завершении арендного соглашения вернулся в расположение ЦСКА.

### «Раднички» (Ниш)
15 сентября 2023 года перешёл в сербский клуб «Раднички». 30 сентября в матче Суперлиги против «Црвены Звезды» (1:0), выйдя на замену, дебютировал за новую команду. 1 ноября принял участие в матче Кубка Сербии против клуба «Металац» (0:3), выйдя на замену в конце матча. Всего за сербскую команду малиец провёл 2 матча и, не отметившись результативными действиями, покинул клуб.

### «Ботев»
В январе 2023 года вернулся в Болгарию, перейдя в «Ботев» из Врацы. 18 февраля в матче Первой лиги против ЦСКА (Софии) (3:0), выйдя на замену, дебютировал за болгарский клуб. 23 февраля в матче Первой лиги против клуба «Пирин» (1:2), выйдя на замену, забил дебютный гол за «Ботев». Летом 2024 года покинул клуб из Болгарии.

### «Кяпаз»
13 июля 2024 года перешёл в азербайджанский «Кяпаз». 3 августа 2024 года в матче чемпионата Азербайджана против «Сумгаита» (2:0) он дебютировал за новую команду, выйдя в стартовом составе. 31 августа 2024 года в матче азербайджанской Премьер-лиги против клуба «Сабах» (2:3) он забил дебютный гол за «Кяпаз». 29 октября в матче против клуба «Акдаш» (0:6) Н’Диайе отметился забитым мячом в Кубке Азербайджана. 27 января 2025 года «Кяпаз» досрочно расторг контракт с Н’Диайе.

### «Аль-Месаймир»
3 февраля 2025 года Н’Диайе на правах свободного агента перешёл в клуб «Аль-Месаймир», выступающий во втором дивизионе Катара. 4 февраля 2025 года в матче второго дивизиона Катара против клуба «Аль-Вааб» (1:2) он дебютировал за новый клуб, выйдя в стартовом составе.

## Карьера в сборной
В 2017 году Лассана выиграл юношеский кубок Африканских наций в составе сборной до 17 лет. На турнире сыграл 5 матчей и забил два гола в заключительном матче группового этапа против Анголы.
В октябре 2017 года принял участие в юношеском чемпионате мира. Сыграл 7 матчей и забил 6 голов. Сборная Мали заняла четвёртое место на турнире.
В феврале 2019 года заявлен за сборную до 20 лет для участие в кубке африканских наций.

## Достижения
Мали (до 17)
- Юношеский кубок африканских наций: 2017
- 4-е место на юношеском ЧМ: 2017

 Мали (до 20)
- Молодёжный Кубок Африки — 2019

## Клубная статистика
| Выступление             | Выступление      | Выступление      | Лига | Лига | Кубки | Кубки | Другие | Другие | Итого | Итого |
| Клуб                    | Лига             | Сезон            | Игры | Голы | Игры  | Голы  | Игры   | Голы   | Игры  | Голы  |
| ----------------------- | ---------------- | ---------------- | ---- | ---- | ----- | ----- | ------ | ------ | ----- | ----- |
| → Эскильстуна           | Суперэттан       | 2020             | 6    | 0    | 0     | 0     | —      | —      | 6     | 0     |
| → Эскильстуна           | Итого            | Итого            | 6    | 0    | 0     | 0     | —      | —      | 6     | 0     |
| → Велес                 | ФНЛ              | 2020/21          | 12   | 2    | —     | —     | —      | —      | 12    | 2     |
| → Велес                 | Итого            | Итого            | 12   | 2    | —     | —     | —      | —      | 12    | 2     |
| → Текстильщик (Иваново) | ФНЛ              | 2021/22          | 13   | 2    | —     | —     | —      | —      | 13    | 2     |
| → Текстильщик (Иваново) | Итого            | Итого            | 13   | 2    | —     | —     | —      | —      | 13    | 2     |
| → Арда                  | Первая лига      | 2022/23          | 29   | 5    | 3     | 1     | 6      | 3      | 38    | 9     |
| → Арда                  | Итого            | Итого            | 29   | 5    | 3     | 1     | 6      | 3      | 38    | 9     |
| Раднички (Ниш)          | Суперлига        | 2023/24          | 1    | 0    | 1     | 0     | —      | —      | 2     | 0     |
| Раднички (Ниш)          | Итого            | Итого            | 1    | 0    | 1     | 0     | —      | —      | 2     | 0     |
| Ботев                   | Первая лига      | 2023/24          | 8    | 1    | —     | —     | 2      | 0      | 10    | 1     |
| Ботев                   | Итого            | Итого            | 8    | 1    | —     | —     | 2      | 0      | 10    | 1     |
| Кяпаз                   | Премьер-лига     | 2024/25          | 13   | 1    | 2     | 1     | 0      | 0      | 15    | 2     |
| Кяпаз                   | Итого            | Итого            | 13   | 1    | 2     | 1     | 0      | 0      | 15    | 2     |
| «Аль-Месаймир»          | Второй дивизион  | 2024/25          | 1    | 0    | 0     | 0     | 0      | 0      | 1     | 0     |
| «Аль-Месаймир»          | Итого            | Итого            | 1    | 0    | 0     | 0     | 0      | 0      | 1     | 0     |
| Всего за карьеру        | Всего за карьеру | Всего за карьеру | 83   | 11   | 6     | 2     | 8      | 3      | 97    | 16    |

1. ↑  Кубок Болгарии; Кубок Сербии, Кубок Азербайджана.
2. ↑  Стыковые матчи за право выступления в Первой Лиге (Болгария); Плей-офф за сохранение места в лиге (Болгария).